# فوهة ابن رشد
فوهة ابن رشد (11. 7°S 21.7°E) هي فوهة صدمية على سطح القمر تقع شمال غرب فوهة كيرلس، وجنوب غرب فوهة كانت وشمال بحر السكون. تعرضت حواف الفوهة للتآكل وعوامل التعرية مع مرور الزمن، تحاط الحافة الجنوبية للفوهة بفوهتين صغيرتين تسمى كيرلس بي وكيرلس سي.

## الوصف
تتميز أرضية الفوهة بأنها مستوية بشكل كبير. ويبلغ قطرها حوالي 33 كيلومتر وعمقها غير محدد إلى الآن، وعلى زاوية 339° من شروق الشمس.
كانت الفوهة تعرف بفوهة كيرلس بي قبل إعادة تسميتها من قبل الاتحاد الفلكي الدولي بفوهة ابن رشد تكريما لمحمد ابن رشد، الفيلسوف والفلكي والفيزيائي المسلم من القرن الثاني عشر من الأندلس. والذي قام بالعديد من الإنجازات العلمية من ضمنها تحليلاً لسطح القمر.